# Carol Solar
Carol Solar (Santiago de Chile, 1975) es una artista visual chilena radicada. Especializada en el arte textil y en pintura, su obra personal se complementa con el diseño de objetos domésticos, ilustraciones y cómics.

## Trayectoria profesional
Licenciada en BBAA en la Universidad Complutense de Madrid en el año 2013. Para crear su obra utiliza técnicas y materiales textiles, realiza esculturas, tapices e instalaciones para explorar la idea de identidad y construir  un espacio personal y doméstico.
Su proceso de trabajo e intereses temáticos  se pueden conocer en las entrevistas, Arte en casa con Carol Solar realizada por Plataforma  de Arte Contemporáneo. o la entrevista Trascendiendo los tópicos para entrar en la controversia realizada por la asociación Mujeres Mirando Mujeres.

## Exposiciones
Su obra se ha podido ver en varias ciudades europeas, algunas son Ámsterdam, Barcelona, Sevilla o Santander. 
Recientemente ha expuesto en la galería Aurora Vigil-Escalera en Gijón, Asturias. 
Ha expuesto en la galería Fernando Pradilla de Madrid, en la galería Tres por cuatro y Extensión AVAM en Matadero de Madrid en la exposición "Un enigma habita dentro de mi". Esta exposición muestra las últimas obras textiles de gran formato de la autora. En 2020, presentó la exposición "En casa, en ningún sitio", el centro de arte Anabel Segura de Alcobendas, en la que se recrea el interior de un hogar creado exclusivamente con materiales textiles. En el año 2017 en la feria Marte de Castellón ubicada en el Auditorio y Palacio de Congresos, muestra por primera vez El Sitio de Carol, un gran trono de colores en el que los visitantes pueden interactuar y apoderarse de la obra. En 2015 participó en la exposición Las palabras soñadas, en el centro La Vidriera de Camargo en Cantabria, dentro del ciclo de actividades Las Letras Inquietas, en torno al libro y a la palabra abordada desde otras artes. Esta exposición la llevó a cabo junto a las artistas María Bueno, Sandra Suárez y Paula Vallar y en ella presentó los collages-comics, obras de pequeño formato que mezclan las técnicas del textil, con las del collage y el cómic.En 2023 participa en la exposición PANORAMA 2023: 45 años reivindicando el Estatuto del Artista en el Museo Zapadores Ciudad del Arte.